# Шахтар (Таш-Кумир)
«Шахтар» (кирг. Шахтёр) — киргизський футбольний клуб, який представляє Таш-Кумир Джалал-Абадської області.

## Історія
ФК «Шахтар» дебютував у Вищій лізі чемпіонату Киргизстана в 1993 році та посів у ній 15-те місце серед 17-ти команд-учасниць. У наступному році команда посіла передостаннє 13-те місце та вилетіла до Першої ліги.
В національному кубку «Шахтар» дебютував у 1993 році та дійшов до 1/8 фіналу, де поступився «Семетею» (Кизил-Кия) з рахунком 1:7. В сезонах 1994, 1997 та 1999 років клуб або відмовлявся від подальшої участі в турнірі, або на цій же стадії, 1/16 фіналу, припиняв боротьбу. В сезоні 2001 року команда дійшла до 1/4 фіналу, але на матч проти «Жаштик-Ак-Алтину» не вийшла й отримала технічну поразку. У наступному сезоні команда припинила боротьбу на стадії 1/16 фіналу після поразки від ФК «Джалал-Абад» з рахунком 0:1. В 2004 році «Шахтар» знову припиняє боротьбу в національному кубку, цього разу на стадії 1/8 фіналу після поразки від клубу «Алай» (Ош) з рахунком 0:4. Наступного сезону команда відмовляється від участі в 1/8 фіналу кубку, тому її супернику, «Нефтчі», зараховано технічну перемогу. В сезоні 2006 року «Шахтар» в 1/16 кубку програв «Жаштик-Ак-Алтину» з рахунком 0:5. В 2007 році клуб відмовляється від участі в 1/16 фіналу кубку, тому його супернику, ФК «Джалал-Абад», зарахована технічна перемога. Наступного року команда дійшла до 1/8 фіналу кубку, в якому поступилася «Нефтчі» з рахунком 0:2. Наступного сезону команда дійшла до 1/16 фіналу турніру, в якому з рахунком 1:0 перемогла «Нарин-Гес»
(Кара-Куль), але далі припинила виступи на турнірі. В 2010 році «Шахтар» відмовився від участі в 1/32 фіналу кубку, тому технічна перемога була зарахована його супернику, клубу «Кербен».

## Досягнення
- Топ-Ліга
  - 13-те місце (1): 1994

- Кубок Киргизстану
  - 1/4 фіналу (1): 2001

## Відомі гравці
- Т.Абдуллаєв
- А.Анасалієв
- А.Бабатаєв
- А.Бікулов
- А.Буланов
- Олександр Биков
- Е.Джолдошев
- Улан Ісаков
- Нурлан Казибеков
- Р.Камалов
- Ф.Камалов
- Мурат Койгельдиєв
- Володимир Колтабаєв
- Таалай Конкобаєв
- Талайбек Кулуєв
- Космос Курманкулов
- А.Мендигулов
- Ельдіар Мендигулов
- Тохір Мірзаєв
- Рашид Міфтахов
- К.Мирзаканов
- К.Нуров
- Б.Ормонов
- С.Рисматов
- Ш.Саїтов
- Ф.Талібулін
- А.Тоокебаєв
- Альберт Хамідов
- Фаат Хамідов
- Р.Чокомберов
- Самат Юлдашев
- Акбар Юнусалієв

## Відомі тренери
- Рашид Міфтахов